# 筏場眼鏡橋

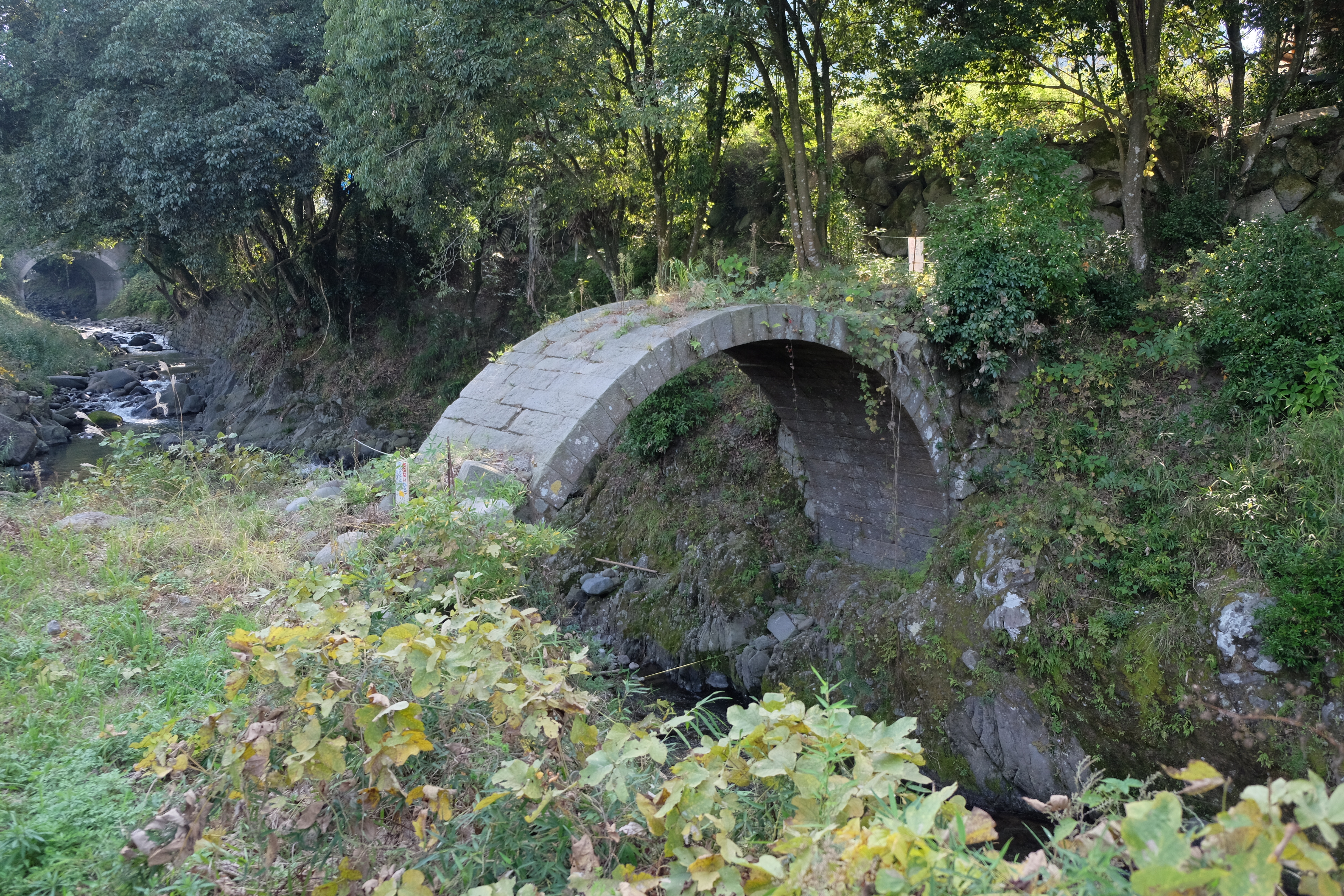
筏場眼鏡橋(2014年10月30日)。水害により上部が流出し、アーチ部分のみが残った状態

筏場眼鏡橋（いかだばめがねばし）は、大分県日田市高井町の筑後川水系内河野川に架かる石造単アーチ橋である。大分県指定有形文化財に指定されていた。

## 概要
文化3年（1806年）に架けられた大分県内で最も古い石造アーチ橋である（石橋としては、延享2年（1745年）に架けられたとくしん橋（宇佐市）があるが、とくしん橋はアーチ橋ではなく桁橋である）。キリシタン橋とも呼ばれる。
内河野川が筑後川に合流する地点の筑後川左岸に架けられた石橋で、江戸時代に西国郡代が置かれた天領日田と筑後川下流の筑後地方を結んだ筑後街道の一部であった。
アーチ部がほぼ半円を描き、全体のバランスが整った端正な石橋である。
2020年（令和2年）に令和2年7月豪雨で全壊し、2021年（令和3年）3月2日に大分県指定有形文化財の指定が解除されている。

## 諸元
- 所在地：大分県日田市高井町筏場
- 河川：筑後川水系内河野川
- 形式：石造単アーチ橋
- 橋長：9.0m
- 橋幅：2.7m
- 径間：7.8m
- 拱矢（アーチ高）：4.2m
- 竣工：文化3年（1806年）
- 石工：久治・五郎吉
- 文化財指定等：大分県指定有形文化財